# 코리 (라치오주)
코리(이탈리아어: Cori)는 이탈리아 라치오주 라티나도에 위치한 코무네다.

## 자매 도시
- 그리스 페프키